# فرودگاه آیندهوون
فرودگاه آیندهوون (به انگلیسی: Eindhoven Airport) یک فرودگاه همگانی و نظامی مسافربری با کد یاتا EIN است که یک باند فرود سنگفرش دارد و طول باند آن ۳٬۰۰۰ متر است. این فرودگاه در شهر آیندهوون کشور هلند قرار دارد و در ارتفاع ۲۳ متری از سطح دریا واقع شده‌است.

## شرکت‌های هواپیمایی و مقصدهای پروازی
| شرکت‌های هواپیمایی        | مقصدهای پروازی |
| ------------------------ | --- |
| کرندون ایرلاینز          | فصلی: آنتالیا، جزیره کوس |
| فری‌برد ایرلاینز          | چارتر فصلی: آنتالیا |
| رایان‌ایر                 | آلیکانته-الچه، اوریو آل سریو، بلوونی گوگلیلمو مارکونی، بریندیسی، کاتانیا-فونتاناروسا، دوبلین، ادینبرو (آغاز از ۱ سپتامبر ۲۰۱۷), فارو، فس-سایس، جیرونا-کاستا براوا، گرن کناریا، جان پل دوم کراکوف-بالیس، لانزاروته، لیسبون پورتلا، استانستد لندن، مادرید-باراخاس، مالاگا، مالت، منچستر، مراکش-منارا، مارسی پروانس، مورسیا-سان یاویر، ناپل، پالما د مایورکا، گالیله، فرنسیسکو جسا کارنئیرو، پراگ رازیون (آغاز از ۲۹ اکتبر ۲۰۱۷), رئوس، چمپینو، رم، سن پابلو، صوفیه، تنریف جنوبی، سالونیک (آغاز از ۰۲ نوامبر ۲۰۱۷), ترویزو، والنسیا (آغاز از ۳۰ اکتبر ۲۰۱۷), وارساو مادلن فصلی: فرتیلیا، خانیا، کورفو، ایبیزا |
| ترانساویا.کام            | آلیکانته-الچه، آتن، بارسلونا-ال پرات، بلوونی گوگلیلمو مارکونی، کپنهاگ، فارو، گرن کناریا، لانزاروته، لیسبون پورتلا، مالاگا، مراکش-منارا (آغاز از ۱ نوامبر ۲۰۱۷), مونیخ، نیس کوت دازور، پراگ رازیون، سن پابلو (آغاز از ۲ نوامبر ۲۰۱۷), استکهلم-آرلاندا، بن گوریون (آغاز از ۳ نوامبر ۲۰۱۷)، تنریف جنوبی، والنسیا فصلی: قاضی پاشا، آنتالیا، هراکلین، ایبیزا، اینسبروک، جزیره کوس، پالما د مایورکا، رود، زالتسبورگ چارتر: کورفو، غردقه، مرسی عالم، زاکینثوس |
| TUI fly Belgium          | ناظور، انگادس |
| تی‌یوآی ایرلاینز نیدرلندز | فوئرته‌ونتورا، گرن کناریا، لانزاروته، جزیره کوس فصلی: آنتالیا، اورکید سنت. پل دا اپوستل |
| ویولینگ                  | بارسلونا-ال پرات |
| ویز ایر                  | بلگراد نیکولا تسلا، برنو-تورانی، هنری کواندا، بوداپست فرنک لیست، کلوژ-نپوکا، دبرسن، گدایسک لخ والسا، یاش (آغاز از ۲۹ آوریل ۲۰۱۸)، کاتوویتس، کاناس، لوبلین، کنستانتین بزرگ در نیش، پوزنان-لاویکا، ریگا، اسکندر کبیر اسکوپیه، صوفیه، ترایان وویا، توزلا، وارنا، ویلنیوس، شوپن ورشو، وروتسواف کوپرنیکوس |